# Доротеја Цезарејска
Света Доротеја (умрла 311) је била хришћанска мученица из Цезареје Кападокијске.
Управник области Саприкије послао Доротеју двема сестрама, Христини и Калисти, да би је оне одвратиле од Христа, али Доротеја успе да преобрати обе сестре у хришћанство. Наљућен Саприкије је наредио да се сестре вежу леђима једна за другу и баце у кацу са смолом, па запале, а Доротеју такође осуди на смрт. Она радосно саслуша пресуду, и узвикну: „Благодарим Ти душељупче Христе, што ме призиваш у Твој Рај, и уводиш ме у пресвете дворе Твоје!“ Неки присутни велмож Теофил насмеје се на ове речи па довикну Доротеји: „Чуј, невесто Христова, пошаљи ми јабука и цвећа од шипака из Раја твога женика!“ „Заиста ћу то учинити!“ — одговори му мученица.
Хришћани верују да кад је Доротеја била на губилишту наједанпут се појавио леп дечак са три јабуке и три црвена цвета од шипка, и да је то био анђел Божји. Доротеја поручи дечаку да то однесе Теофилу и да му каже: „Ево ти што си желео!“ Када Теофил прими поруку и виде дар, беше сав престрављен, толико да прими хришћанство. И он по предању би мучен и убијен за Христа.
Православна црква слави је 6. фебруара по црквеном, а 19. фебруара по грегоријанском календару.